# اشک روباه (گیاه)
اشک روباه، شال تسبیح (نام علمی: Coix lacryma-jobi) نام یک گونه از سرده اشک روباه است.